# Царрентин-на-Шальзе
Царрентин-на-Шальзе (нем. Zarrentin am Schaalsee) — город в Германии, в земле Мекленбург-Передняя Померания.
Входит в состав района Людвигслуст. Подчиняется управлению Царрентин. Население составляет 4655 человек (на 31 декабря 2010 года). Занимает площадь 91,89 км². Официальный код — 13 0 54 121. Город расположен на озере Шальзе.
Город подразделяется на 12 городских районов.

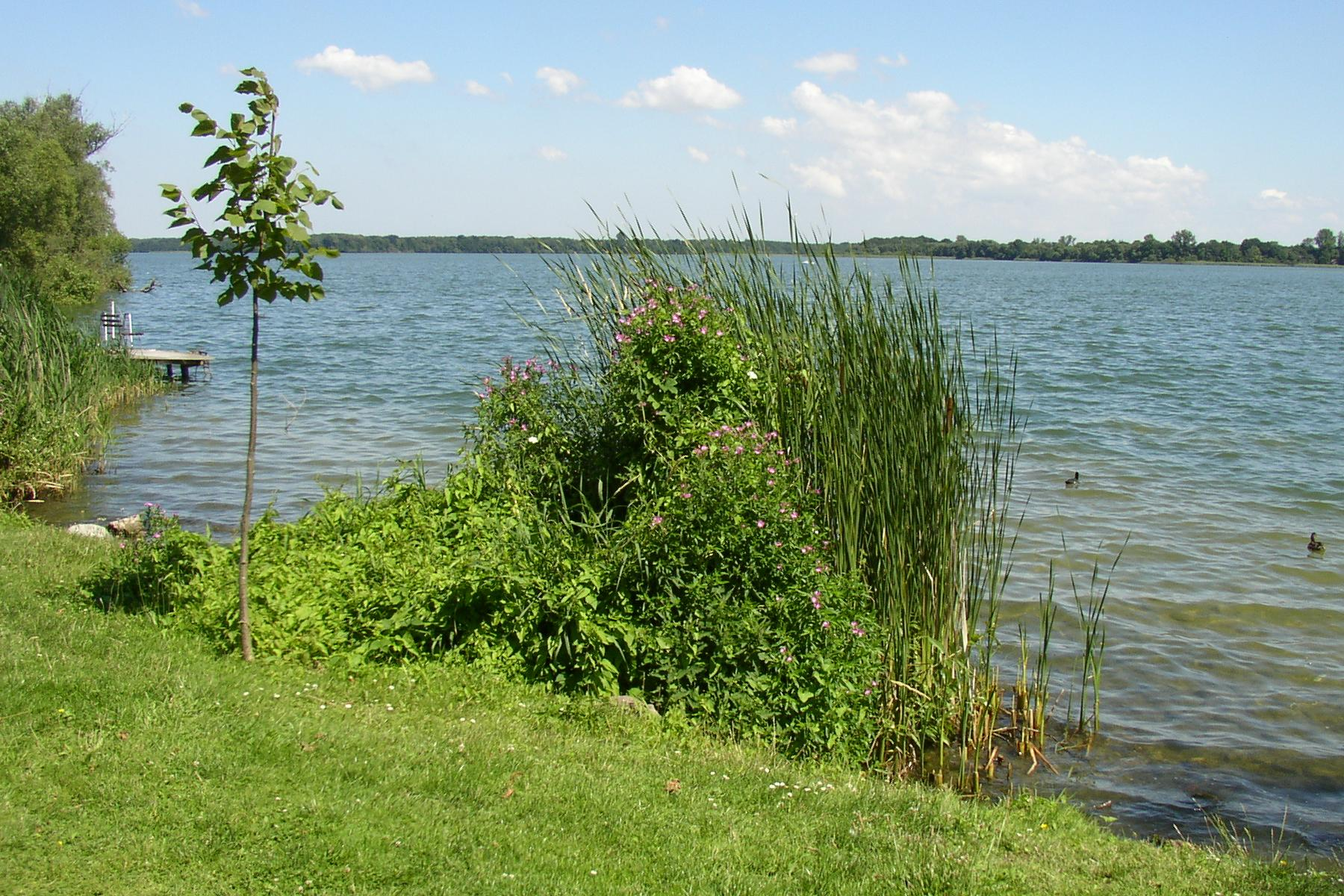
Шальзе
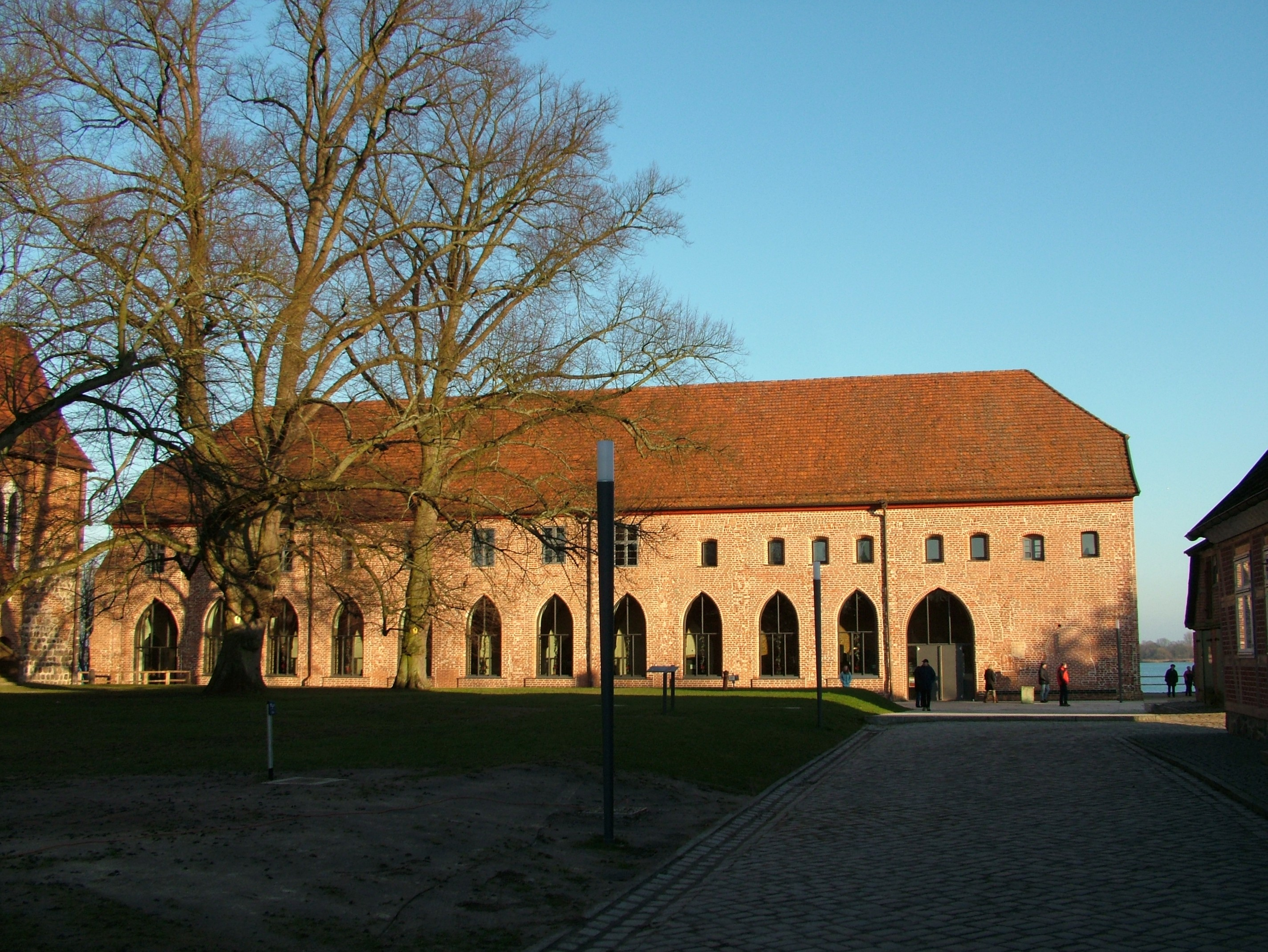
Царрентин-на-Шальзе
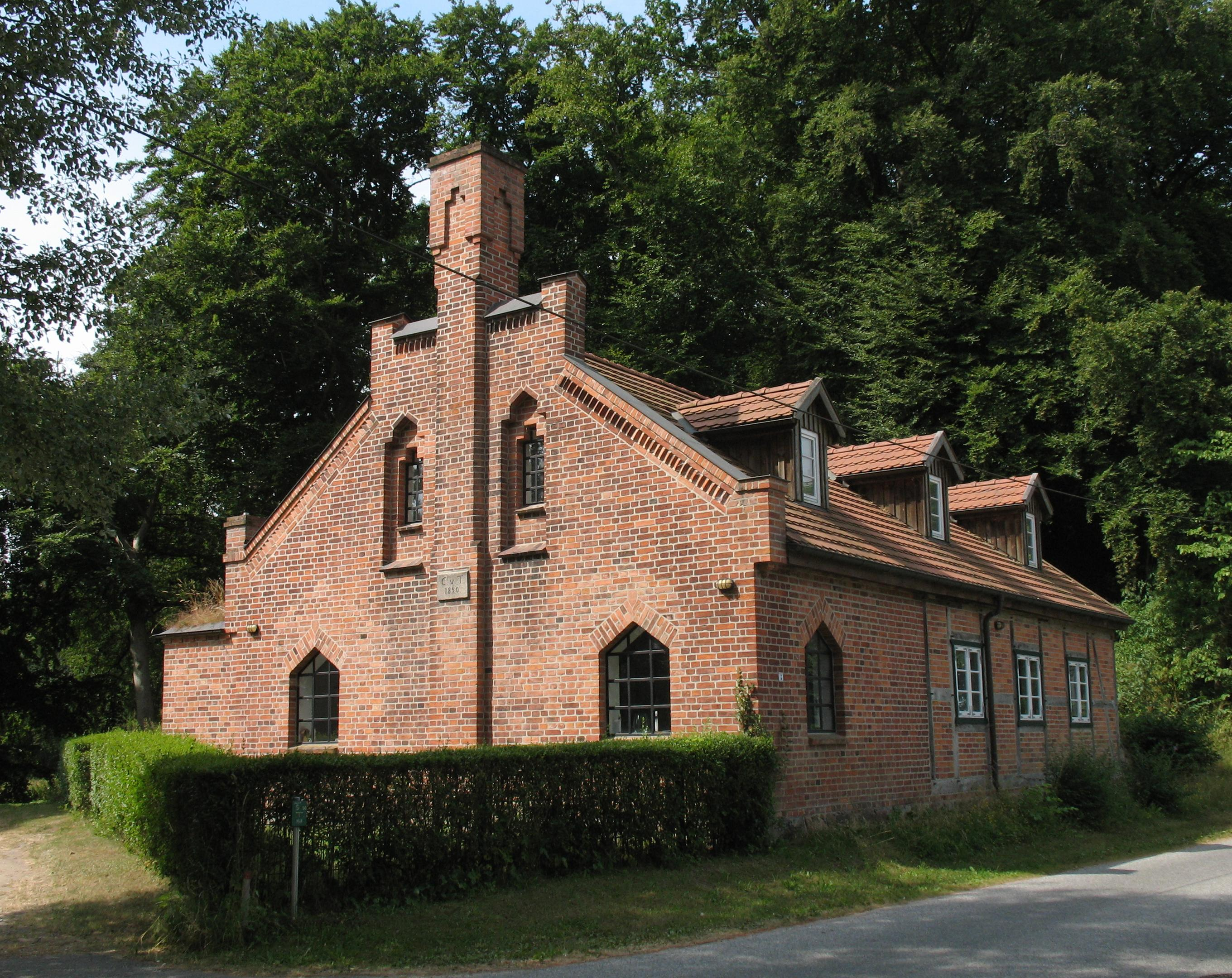
Кузница
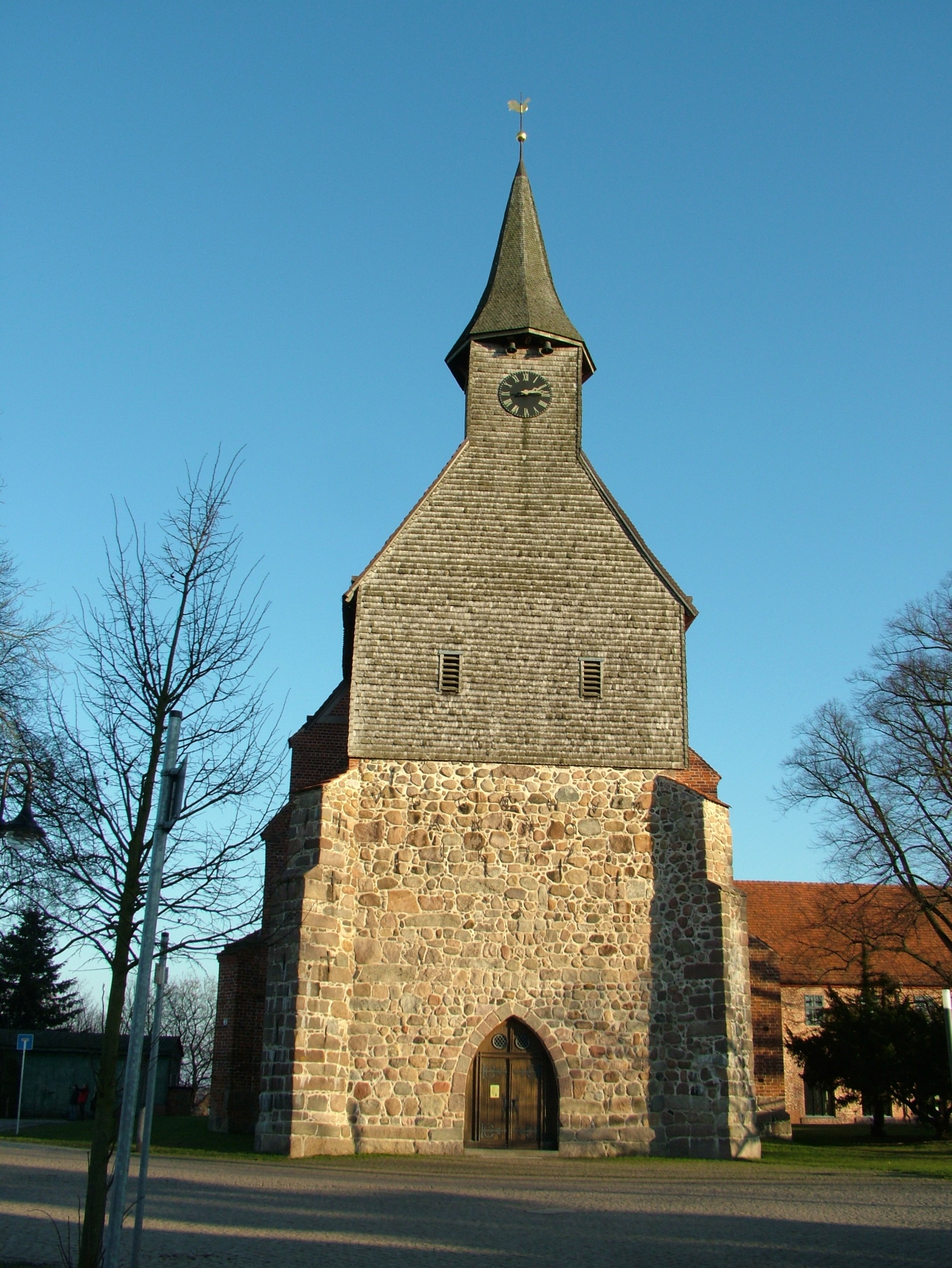
Церковь